# Peter Criss
Peter Criss е дебютен соло студиен албум на барабанистът на американската рок група Kiss Питър Крис. Издаден е на 18 септември 1978 г. от Casablanca Records.

## Обща информация
Крис прави кавър версия на „Tossin' and Turnin'“, който е хит номер 1 на Боби Луис в САЩ през лятото на 1961 г. Песента, впоследствие е свирена и от Kiss по време на турнето им през 1979 г. Голяма част от материала за албума първоначално е написан през 1971 г. за предишната група на Питър Крис – Lips. Оценките за албума за предимно негативни, като той е най-ниско класирал се от четирите солови на Kiss със своето 43-то място в Billboard 200.

## Състав
- Питър Крис – вокали, барабани в страна 1 и песен 4 от страна 2
- Алън Шварцбърг – барабани в песни 1, 2 и 5 от страна 2
- Бил Бодайн – бас в страна 1 и песен 4 от страна 2
- Нийл Джейсън – бас в песни 1, 2 и 5 от страна 2
- Арт Мънсън – китара в страна 1 и песен 4 от страна 2
- Стан Пенридж – китара в страна 1 и песни 3, 4 от страна 2, беквокали
- Елиът Рандъл – китара в „Easy Thing“ и „I Can't Stop the Rain“
- Джон Тропея – китара в песни 1, 2 и 5 от страна 2
- Брендън Харкин – китара в „Easy Thing“
- Стив Лукатър – китарно соло в „That's the Kind of Sugar Papa Likes“ и „Hooked on Rock and Roll“
- Бил Куомо – клавири в страна 1 и песен 4 от страна 2
- Ричард Герщайн – клавири в песни 1, 2 и 5, страна 2
- Дейви Фарагър, Томи Фарагър, Дани Фарагър, Джими Фарагър, Максин Диксън, Максин Уилърд, Джулия Тилман, Вини Понсия, Ани Сътън, Гордън Груди – беквокали
- Майкъл Карнахън – саксофонно соло в „Tossin' and Turnin'“

## Песни
| 1.    | I'm Gonna Love You                  | 3:18 |
| 2.    | You Matter to Me                    | 3:15 |
| 3.    | Tossin' and Turnin'                 | 3:58 |
| 4.    | Don't You Let Me Down               | 3:38 |
| 5.    | That's the Kind of Sugar Papa Likes | 2:59 |
| 6.    | Easy Thing                          | 3:53 |
| 7.    | Rock Me, Baby                       | 2:50 |
| 8.    | Kiss the Girl Goodbye               | 2:46 |
| 9.    | Hooked on Rock 'n' Roll             | 3:37 |
| 10.   | I Can't Stop the Rain (Delaney)     | 4:25 |
| 34:39 |                                     |      |

## Позиции в класациите
Албум – Billboard (Северна Америка)
| Класация (1978) | Позиция |
| --------------- | ------- |
| Канада          | 52      |
| Япония          | 40      |
| Pop Albums      | 43      |